# Fresneña
Fresneña es una localidad y un municipio situada en la provincia de Burgos, comunidad autónoma de Castilla y León (España), comarca de Montes de Oca, partido judicial de Briviesca, cabecera del ayuntamiento y de la Entidad Local Menor de su nombre.
En 2015, en la aprobación por la Unesco de la ampliación del Camino de Santiago en España a «Caminos de Santiago de Compostela: Camino francés y Caminos del Norte de España», España envió como documentación un «Inventario Retrospectivo - Elementos Asociados» (Retrospective Inventory - Associated Components) en el que en el n.º 1228 figura la localidad de Fresneña, con un ámbito de elementos asociados.

## Geografía
Los montes del pueblo tanto propios como comunales son:
Son montes propios los denominados: Las Majadas, La Roza, El Alto de la Roza , El Haya de la Murilla, Santa Eulalia, Carrascal, Los Picones, El Vérosla, Cocotes de los Lobos, Los Corrales, Barranco de los Avellanos, Barranco Oscuro y Valdejustos. Este conjunto oficialmente denominado Acebosa tiene una superficie de ciento veintiséis hectáreas.
Los comuneros con San Pedro del Monte en Rioja, pedanía de Bascuñana, se llaman: Rivayaz, Cuesta Verzosa, Roble de la Cruz, Fuente Teja y San Julián, con una extensión de ciento setenta y seis hectáreas.
Los comuneros con San Cristóbal del Monte son muchos barrancos, a uno y otro lado del río Valorio, los cuales llamamos Valdelomas con una extensión de doscientas ochenta y seis hectáreas. 
Propio de San Cristóbal del Monte es el conocido como La Laviña que cuenta con una extensión de ciento diecinueve hectáreas y completa el coto de caza del monte.

### Agricultura
Del terreno de cultivo se calculan unas trescientas ochenta hectáreas correspondientes a Fresneña, más doscientas quince de Villamayor del Río y ciento ocho de San Cristóbal del Monte.

### Relieve
Los barrancos que se encuentran en los montes de Fresneña se les llama Valdespliego, Valdedoño, Valdeliquín y Valdesancho.
Los que surcan con Acebosa son: Fuente de la Salud, Layorna, Alechar, El Corral, Las Praderas, Valdelauna, Valdelasolmas, Ombrión y Hojas Quemadas.

### Hidrografía
El río Valorio nace en Eterna, pasa por San Cristóbal del Monte, Fresneña, Villamayor del Río, Quintanilla del Monte en Rioja y Redecilla del Campo, desembocando en el río Tirón, afluente del Ebro. Se trata de un río muy poco caudaloso, secándose en épocas de verano cuando aumentan las temperaturas.
El agua potable que consumimos en nuestros hogares la recogemos en el mismo nacimiento del río Valorio. Tenemos otras fuentes de poca cantidad de agua llamadas Fuente de la Salud, Santa Eulalia, Los Cocinos y Fuente Vieja.

## Historia
A la caída del Antiguo Régimen queda constituida como ayuntamiento constitucional del mismo nombre en el partido de Belorado, región de Castilla la Vieja, contaba entonces con 74 habitantes.

## Demografía
Fresneña cuenta con una población de 66 habitantes (INE 2024).
| Gráfica de evolución demográfica de Fresneña entre 1842 y 2021 |
| |
| Población de derecho según los censos de población del INE. Población de hecho según los censos de población del INE.En este censo se denominaba Freeseña: 1842. Entre el censo de 1857 y el anterior, crece el término del municipio porque incorpora a San Cristóbal del Monte y Villamayor del Río. |

## Cultura

### Fiestas y costumbres
El 16 de agosto se celebran las fiestas patronales de San Roque y el 10 de diciembre las de Santa Eulalia. La festividad de La Expectación de Ntra. Señora el 12 de diciembre.

## Patrimonio
Iglesia parroquial La Expectación de Ntra. Señora, cuya festividad se celebra el 12 de diciembre. Patronos: San Roque y Santa Eulalia. Tiene por pedanía a Villamayor del Río y San Cristóbal del Monte. Tfno. 947 580051.